# Множество
Мно́жество — одно из ключевых понятий математики, представляющее собой набор, совокупность каких-либо (вообще говоря любых) объектов — элементов этого множества. Два множества равны тогда и только тогда, когда содержат в точности одинаковые элементы.
Изучением общих свойств множеств занимаются теория множеств, а также смежные разделы математики и математической логики. Примеры: множество жителей заданного города, множество непрерывных функций, множество решений заданного уравнения. Множество может быть пустым и непустым, упорядоченным и неупорядоченным, конечным и бесконечным. Бесконечное множество может быть счётным или несчётным. Более того, как в наивной, так и в аксиоматической теориях множеств любой объект обычно считается множеством. Понятие множества позволяет практически всем разделам математики использовать общую терминологию и идеологию.

## История понятия
Основы теории конечных и бесконечных множеств были заложены Бернардом Больцано, который сформулировал некоторые из её принципов.
С 1872 года по 1897 год (главным образом в 1872—1884 годы) Георг Кантор опубликовал ряд работ, в которых были систематически изложены основные разделы теории множеств, включая теорию точечных множеств и теорию трансфинитных чисел (кардинальных и порядковых). В этих работах он не только ввёл основные понятия теории множеств, но и обогатил математику рассуждениями нового типа, которые применил для доказательства теорем теории множеств, в частности впервые к бесконечным множествам. Поэтому общепризнано, что теорию множеств создал Георг Кантор. В частности, он определил множество как «единое имя для совокупности всех объектов, обладающих данным свойством», и назвал эти объекты элементами множества.
Множество всех объектов, обладающих свойством {\displaystyle A(x)} (то есть утверждением, истинность которого зависит от значения переменной {\displaystyle x}), он обозначил {\displaystyle \{x\mid A(x)\}}, а само свойство {\displaystyle A(x)} назвал характеристическим свойством множества {\displaystyle X}.
Несмотря на доброкачественность этого определения, концепция Кантора привела к парадоксам — в частности, к парадоксу Рассела.
Так как теория множеств фактически используется как основание и язык всех современных математических теорий, в 1908 году теория множеств была аксиоматизирована независимо Бертраном Расселом и Эрнстом Цермело. В дальнейшем обе системы пересматривались и изменялись, но в основном сохранили их характер. Они известны как теория типов Рассела и теория множеств Цермело. Впоследствии теория множеств Кантора стала называться наивной теорией множеств, а теорию (в частности, Рассела и Цермело), перепостроенную после Кантора, — аксиоматической теорией множеств.
В практике, сложившейся с середины XX века, множество определяется как модель, удовлетворяющая аксиомам ZFC (аксиомы Цермело — Френкеля с аксиомой выбора). Однако при таком подходе в некоторых математических теориях возникают совокупности объектов, которые не являются множествами. Такие совокупности называются классами (различных порядков).

## Элемент множества
Объекты, из которых состоит множество, называют элементами множества или точками множества. Множества чаще всего обозначают заглавными буквами латинского алфавита, их элементы — строчными. Если {\displaystyle a} — элемент множества {\displaystyle A}, то пишут {\displaystyle a\in A} («{\displaystyle a} принадлежит {\displaystyle A}») или {\displaystyle A\ni a} («{\displaystyle A} содержит {\displaystyle a}»).
Если {\displaystyle a} не является элементом множества {\displaystyle A}, то пишут {\displaystyle a\notin A} («{\displaystyle a} не принадлежит {\displaystyle A}»).
Если всякий элемент множества {\displaystyle A} содержится в {\displaystyle B}, то пишут {\displaystyle A\subset B} («{\displaystyle A} лежит в {\displaystyle B}, является его подмножеством»). Согласно теории множеств, если {\displaystyle X\subset Y}, то для всякого элемента {\displaystyle a\in Y} определено либо {\displaystyle a\in X}, либо {\displaystyle a\not \in X}.
Таким образом, порядок записи элементов множества не влияет на само множество, то есть {\displaystyle \{6,11\}=\{11,6\}}. Помимо этого из вышесказанного следует, что для множества не определено число вхождений одинаковых элементов, то есть запись {\displaystyle A=\{11,11,6,11,6\}}, вообще говоря, не имеет смысла, если {\displaystyle A} — множество. Однако корректной будет запись множества {\displaystyle B=\{11,\{11\},\{6,11\},6\}}.
Множества {\displaystyle A} и {\displaystyle B} называют равными, или одинаковыми, (и пишут {\displaystyle A=B}), если их численность одинакова и указанные множества состоят из одних и тех же элементов. Другими словами, множества {\displaystyle A} и {\displaystyle B} называют равными, если для любого объекта {\displaystyle x} верно, что {\displaystyle x\in A} тогда и только тогда, когда {\displaystyle x\in B}, а это означает, что из принадлежности {\displaystyle x} одному множеству следует принадлежность второму, и наоборот.
Численностью множеств (конечных) занимается наука арифметика, не обращая внимания на другие свойства множеств.
Множества можно сравнить по количеству их элементов. Множества {\displaystyle A} и {\displaystyle B} называют равносильными (равномощными, или эквивалентными), т. е. равными по силе, (и пишут {\displaystyle A\sim B}), если численность у них совпадает. В широком математическом смысле это значит, что можно установить взаимное однозначное (т. е. парное) соответствие между ними.

## Задание множества
Существуют два основных способа задания множеств: перечислением элементов и их описанием.

### Перечисление
Первый способ требует задать (перечислить) все элементы, входящие в множество. Например, множество {\displaystyle Y} неотрицательных чётных чисел, меньших 10, задастся: {\displaystyle Y=\{0,2,4,6,8\}.} Данный способ удобно применять лишь к ограниченному числу конечных множеств.

### Описание
Второй способ применяется, когда множество нельзя или затруднительно задать перечислением (например, если множество содержит бесконечное число элементов). В таком случае его можно описать свойствами принадлежащих ему элементов.
Множество {\displaystyle Y\subset X} задано, если указано условие {\displaystyle A(x)}, которому удовлетворяют все элементы {\displaystyle x\in X:x\in Y}, и которому не удовлетворяют {\displaystyle x\in X:x\notin Y}. Обозначают {\displaystyle Y={\big \{}x\in X:A(x){\big \}}.}
Например, график функции {\displaystyle f\colon X\to Y} можно задать следующим образом:
{\displaystyle \Gamma ={\big \{}(x,y)\in X\times Y:f(x)=y{\big \}},}
где {\displaystyle \times } — декартово произведение множеств.

## Отношения между множествами
Для множеств {\displaystyle A} и {\displaystyle B} могут быть заданы отношения:
- {\displaystyle A} включено в {\displaystyle B}, если каждый элемент множества {\displaystyle A} принадлежит также и множеству {\displaystyle B}:
{\displaystyle A\subseteq B\Leftrightarrow \forall a\left(a\in A\Rightarrow a\in B\right)}
- {\displaystyle A} включает {\displaystyle B}, если {\displaystyle B} включено в {\displaystyle A}:
{\displaystyle A\supseteq B\Leftrightarrow B\subseteq A}
- {\displaystyle A} равно {\displaystyle B}, если {\displaystyle A} и {\displaystyle B} включены друг в друга:
{\displaystyle A=B\Leftrightarrow A\subseteq B\;\,{\text{и}}\;\,B\subseteq A}
  - Для любых множеств {\displaystyle A=A}
  - Если {\displaystyle A=B}, то {\displaystyle B=A}
  - Если {\displaystyle A=B}, {\displaystyle B=C}, то {\displaystyle A=C}.

Подмножество {\displaystyle A} называется собственным подмножеством {\displaystyle B} (и пишут {\displaystyle A\subset B}), если {\displaystyle A\neq B}.
Иногда различают строгое включение ({\displaystyle A\subset B}) от нестрогого ({\displaystyle A\subseteq B}), различающиеся тем, что из {\displaystyle A\subset B\not \Rightarrow A=B}. Однако в большинстве случаев строгость включений не расписывают, отчего встречаются записи произвольных включений знаками строгого включения. Иногда употребляют символ {\displaystyle \subsetneq } как символ строгого включения.

## Операции над множествами
Для наглядного представления операций часто используются диаграммы Венна, на которых представлены результаты операций над геометрическими фигурами как множествами точек.

### Основные операции
Пусть {\displaystyle A} и {\displaystyle B} — произвольные множества.
Пересечение (множество общих точек):
{\displaystyle A\cap B\;\,{\overset {\underset {\mathrm {def} }{}}{=}}\;\,\{x\mid x\in A\;\,{\text{и}}\;\,x\in B\}=\{x\mid x\in A,\,x\in B\}}.
Объединение (множество всех точек):
{\displaystyle A\cup B\;\,{\overset {\underset {\mathrm {def} }{}}{=}}\;\,\{x\mid x\in A\;\,{\text{или}}\;\,x\in B\}=\{x,y\mid x\in A,\,y\in B\}}.
Объединение непересекающихся {\displaystyle A} и {\displaystyle B} ({\displaystyle A\cap B=\varnothing }) также обозначают {\displaystyle A+B=A\cup B}.
Разность (множество точек первого без второго):
{\displaystyle A\setminus B\;\,{\overset {\underset {\mathrm {def} }{}}{=}}\;\,\{x\mid x\in A\;\,{\text{и}}\;\,x\notin B\}=\{x\mid x\in A,\,x\notin B\}}.
Симметрическая разность:
{\displaystyle A\bigtriangleup B\equiv A\mathbin {\dot {-}} B=(A\cup B)\setminus (A\cap B)};
Пусть {\displaystyle \mathbb {U} } — универсальное множество и {\displaystyle A} — произвольное его подмножество ({\displaystyle A\subseteq \mathbb {U} }).
Дополнение множества {\displaystyle A} (до множества {\displaystyle \mathbb {U} }) (множество {\displaystyle \mathbb {U} } без {\displaystyle A}):
{\displaystyle {\overline {A}}\equiv A^{\complement }=\complement \left(A\right)=\mathbb {U} \setminus A\;\,{\overset {\underset {\mathrm {def} }{}}{=}}\;\,\{x\in \mathbb {U} \mid x\notin A\}}.
Булеан {\displaystyle A} (множество всех подмножеств):
{\displaystyle {\mathfrak {B}}\left(A\right)=2^{A}=\{X\mid X\subseteq A\}}.
Для операций над множествами также справедливы законы де Моргана:
{\displaystyle A\setminus (B\cap C)=(A\setminus B)\cup (A\setminus C)},
{\displaystyle A\setminus (B\cup C)=(A\setminus B)\cap (A\setminus C)}.

### Приоритет операций
Последовательность выполнения операций над множествами, как и обычно, может быть задана скобками. При отсутствии скобок сначала выполняются унарные операции (дополнение), затем — пересечения, затем — объединения, разности и симметрической разности. Операции одного приоритета выполняются слева направо. При этом надо иметь в виду, что в отличие от арифметических сложения и вычитания, для которых, в частности, верно, что {\displaystyle (a+b)-c=a+(b-c)}, для аналогичных операций над множествами это неверно. Например, если {\displaystyle A=\{1,3\}}, {\displaystyle B=\{1,2\}}, {\displaystyle C=\{2,3\}}, то {\displaystyle (A\cup B)\setminus C=\{1\}}, но, в то же время, {\displaystyle A\cup (B\setminus C)=\{1,3\}}.

## Декартово произведение
Декартовым (или прямым) произведением множеств {\displaystyle A} и {\displaystyle B} называют упорядоченное множество, обозначаемое {\displaystyle (A\times B)}, элементами которого являются всевозможные пары элементов исходных множеств; {\displaystyle A\times B=\left\{\left(a,b\right)\mid a\in A\;\,{\text{и}}\;\,b\in B\right\}}.
Удобно представить, что элементы декартова произведения заполняют таблицу элементов, столбцы которой описывают все элементы одного множества, а строки, соответственно, другого.

## Мощность
Мощность множества — характеристика множества, обобщающая понятие о количестве элементов конечного множества таким образом, чтобы множества, между которыми возможно установление биекции, были равномощны. Обозначается {\displaystyle |A|} или {\displaystyle \sharp A}. Мощность пустого множества равна нулю, для конечных множеств мощность совпадает с числом элементов, для бесконечных множеств вводятся специальные кардинальные числа, соотносящиеся друг с другом по принципу включения (если {\displaystyle A\subseteq B}, то {\displaystyle |A|\leqslant |B|}) и распространяющие свойства мощности булеана конечного множества: {\displaystyle |2^{A}|=2^{|A|}} на случай бесконечных множеств. Само обозначение {\displaystyle 2^{A}}во многом мотивировано этим свойством.
Наименьшая бесконечная мощность обозначается {\displaystyle \aleph _{0}}, это мощность счётного множества (биективного {\displaystyle \mathbb {N} }). Мощность континуального множества (биективного {\displaystyle \mathbb {R} } или {\displaystyle 2^{\mathbb {N} }}) обозначаетсяя {\displaystyle {\mathfrak {c}}} или {\displaystyle 2^{\aleph _{0}}}. Во многом определение мощности континуума строится на континуум-гипотезе — предположении об отсутствии промежуточных мощностей между счётной мощностью и мощностью континуума.

## Некоторые виды множеств и сходных объектов
Специальные множества
- Пустое множество — множество, не содержащее ни одного элемента.
- Одноэлементное множество — множество, состоящее из одного элемента.
- Универсальное множество (универсум) — множество, содержащее все мыслимые объекты. В связи с парадоксом Рассела данное понятие трактуется в настоящее время более узко как «множество, включающее все множества и объекты, участвующие в рассматриваемой задаче».

### Сходные объекты
- Кортеж (в частности, упорядоченная пара) — упорядоченная совокупность конечного числа именованных объектов. Записывается внутри круглых или угловых скобок, а элементы могут повторяться.
- Мультимножество (в теории сетей Петри называется «комплект») — множество с кратными элементами.
- Пространство — множество с некоторой дополнительной структурой.
- Вектор — элемент линейного пространства, содержащий конечное число элементов некоторого поля в качестве координат. Порядок имеет значение, элементы могут повторяться.
- Последовательность — функция одного натурального переменного. Представляется как бесконечный набор элементов (не обязательно различных), порядок которых имеет значение.
- Нечёткое множество — математический объект, подобный множеству, принадлежность которому задаётся не отношением, а функцией. Иными словами, относительно элементов нечёткого множества можно говорить «в какой мере» они в него входят, а не просто, входят они в него или нет.

### По иерархии
- Система множеств (множество множеств) — множество, все элементы которого также являются множествами, обычно схожего происхождения (например, все они могут быть подмножествами некоторого другого множества)[7].
  - Алгебра множеств, кольцо множеств — примеры типов структур, являющихся системами множеств.
  - Булеан — множество всех подмножеств данного множества.
- Семейство множеств — индексированный аналог системы множеств.
- Подмножество
- Надмножество